# Kats de Nashville
Stade
Maillots
Les Kats de Nashville (en anglais : Nashville Kats) sont une franchise américaine de football américain en salle évoluant en Arena Football League. Basés à Nashville (Tennessee), les Kats jouent au Nashville Municipal Auditorium, enceinte de 9 700 places inaugurée en 1962.
L'histoire de la franchise se découpe en trois périodes : 1997-2000, 2005-2007 et 2024. Les Nashville Kats évoluèrent en AFL de 1997-2000 avant de se transformer en Georgia Force avec déménagement à Atlanta. La franchise des Nashville Kats est refondée en 2005 puis se dissout en 2007. Enfin, la franchise est refondée en 2024.

## Saison par saison

Ancien logo (1997-2001)

| Saison        | Vic. | Déf. | Nuls | Class.            | En playoffs               |
| 1997          | 10   | 4    | 0    | 1er NC Eastern    | Défaite au 1er tour       |
| 1998          | 9    | 5    | 0    | 3e NC Southern    | Défaite au 1er tour       |
| 1999          | 8    | 6    | 0    | 2e NC Southern    | Défaite au 1er tour       |
| 2000          | 9    | 5    | 0    | 2e NC Southern    | Défaite à l'ArenaBowl XIV |
| 2001          | 10   | 4    | 0    | 1er NC Southern   | Défaite à l'ArenaBowl XV  |
| retour en AFL |      |      |      |                   |                           |
| 2005          | 6    | 9    | 1    | 3e AC Central     | --                        |
| 2006          | 8    | 8    | 0    | 2e AC Central     | Défaite au 1er tour       |
| 2007          | 7    | 9    | 0    | 4e AC Central     | --                        |
| Totals        | 71   | 55   | 1    | (inclus playoffs) | (inclus playoffs)         |